# Myrmecophilus seychellensis
Myrmecophilus seychellensis är en insektsart som beskrevs av Andrej Vasiljevitj Gorochov 1994. Myrmecophilus seychellensis ingår i släktet Myrmecophilus och familjen Myrmecophilidae. IUCN kategoriserar arten globalt som otillräckligt studerad. Inga underarter finns listade i Catalogue of Life.